# Bésame morenita
" Bésame morenita " es una canción  y bambuco fiestero muy popular en Colombia y México. Fue compuesta en 1950 por Álvaro Dalmar para el barítono Carlos Julio Ramírez. La canción fue censurada en España a mediados de la década de 1950 por ser "contraria a la moral pública".
En su lista de las 50 mejores canciones colombianas de todos los tiempos, El Tiempo, el diario de mayor circulación de Colombia, ubicó en el puesto 26 la versión grabada por Nelson Pinedo con La Sonora Matancera. Viva Music Colombia le dio el puesto 47 de su lista de las 100 canciones colombianas más importantes de todos los tiempos.
Bésame Morenita ha sido grabada por muchos artistas, incluidos los siguientes:
- Pedro Fernández
- Víctor García
- Paquito Guzmán
- Pedro Infante
- La Sonora Matancera con la voz de Nelson Pinedo
- Andy Russell
- Adán Calino Sánchez
- Aníbal Velázquez Hurtado
- Caloncho

## Letra de “Bésame morenita”
Mírame, mírame, quiéreme, quiéreme, bésame morenita
que me estoy muriendo por esa boquita
tan jugosa y fresca tan coloradita.

Como una manzana dulce y madurita
que me está diciendo no muerda tan duro no sea goloso
y besa, que besa, que es más sabroso
y dale un abrazo a tu morenita.

Y me está pidiendo que bese y que bese la condenada
que abrazo sin beso no sabe a nada
así me lo dice mi morenita.

Mírame, quiéreme bésame morenita (bis).